# کلارا گایه
کلارا گایه (اسپانیایی: Clara Galle‎؛ زادهٔ ۱۵ آوریل ۲۰۰۲) بازیگر و مدل (شخص) اهل اسپانیا است. وی از سال ۲۰۱۹ میلادی تاکنون مشغول فعالیت بوده‌است.
از فیلم‌ها یا برنامه‌های تلویزیونی که وی در آن نقش داشته‌است، می‌توان به مدرسه شبانه‌روزی: کومبرس و از طریق پنجره من اشاره کرد.